# Globularia incanescens
Globularia incanescens là một loài thực vật có hoa trong họ Mã đề. Loài này được Viv. mô tả khoa học đầu tiên năm 1808.

## Hình ảnh

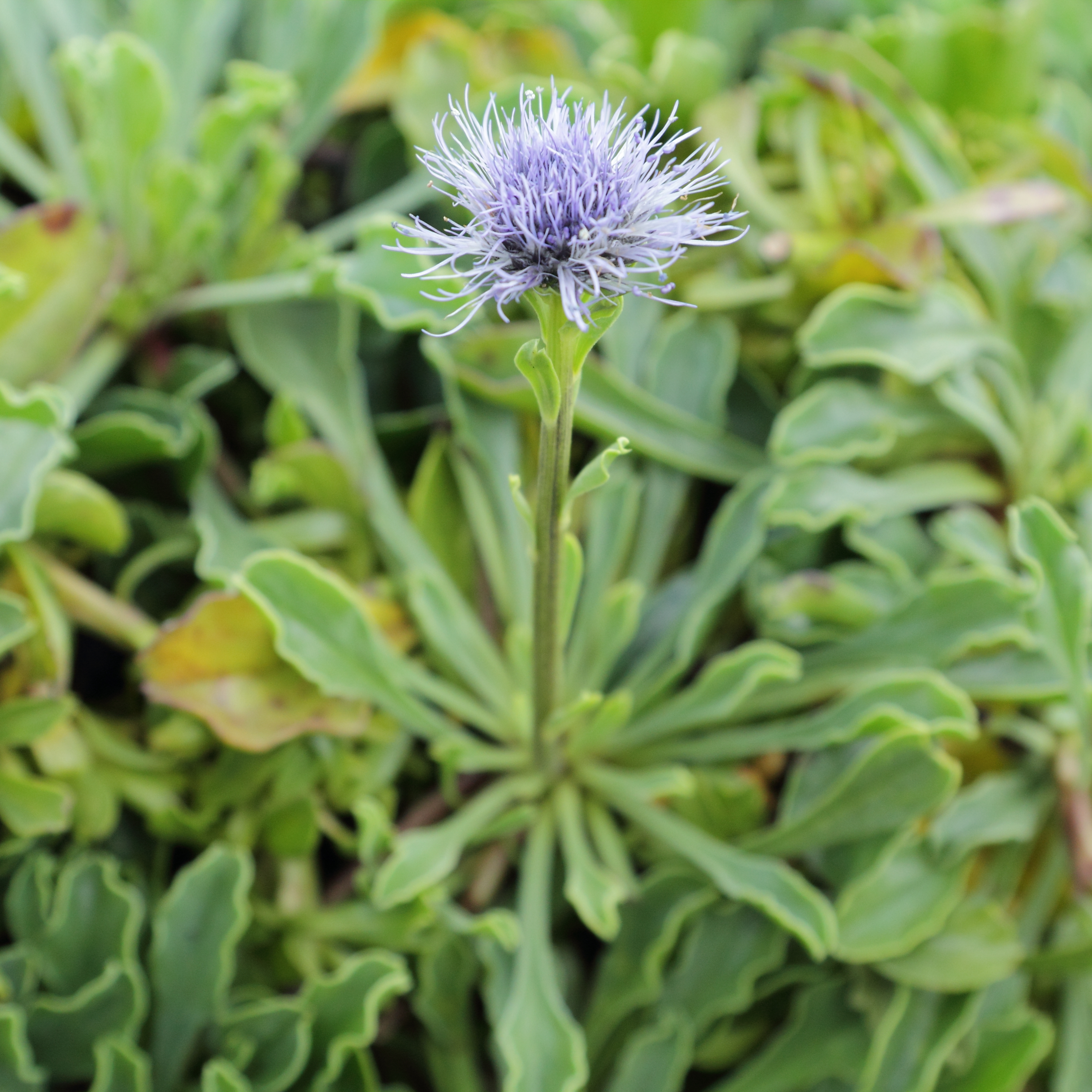